# Campionato mondiale di motocross 2011
Il campionato mondiale di motocross del 2011 si è disputato su 15 prove tra il 10 aprile e l'11 settembre per la MX1 e la MX2 e tra il 17 aprile e il 7 agosto per la MX3. Per quest'ultima classe erano previste una prova in Svizzera e una in Spagna che non sono state disputate.

## MX1

### Calendario
| Prova | Data         | Gran Premio                       | Località            | Vincitore gara 1   | Vincitore gara 2   | Vincitore GP       |
| ----- | ------------ | --------------------------------- | ------------------- | ------------------ | ------------------ | ------------------ |
| 1     | 10 aprile    | Gran Premio di Bulgaria           | Sevlievo            | Steven Frossard    | Clément Desalle    | Clément Desalle    |
| 2     | 25 aprile    | Gran Premio d'Olanda              | Valkenswaard        | Antonio Cairoli    | Maximilian Nagl    | Antonio Cairoli    |
| 3     | 15 maggio    | Gran Premio degli Stati Uniti     | Glen Helen          | Clément Desalle    | Clément Desalle    | Clément Desalle    |
| 4     | 22 maggio    | Gran Premio del Brasile           | Indaiatuba          | Antonio Cairoli    | David Philippaerts | David Philippaerts |
| 5     | 5 giugno     | Gran Premio di Francia            | Saint-Jean-d'Angély | Steven Frossard    | Clément Desalle    | Steven Frossard    |
| 6     | 12 giugno    | Gran Premio del Portogallo        | Águeda              | Clément Desalle    | Clément Desalle    | Clément Desalle    |
| 7     | 19 giugno    | Gran Premio di Spagna             | La Bañeza           | Steven Frossard    | Antonio Cairoli    | Antonio Cairoli    |
| 8     | 3 luglio     | Gran Premio di Svezia             | Uddevalla           | Steven Frossard    | Steven Frossard    | Steven Frossard    |
| 9     | 10 luglio    | Gran Premio di Germania           | Teutschenthal       | Evgeny Bobryshev   | Evgeny Bobryshev   | Evgeny Bobryshev   |
| 10    | 17 luglio    | Gran Premio di Lettonia           | Ķegums              | Antonio Cairoli    | Antonio Cairoli    | Antonio Cairoli    |
| 11    | 31 luglio    | Gran Premio del Limburgo          | Lommel              | Antonio Cairoli    | Antonio Cairoli    | Antonio Cairoli    |
| 12    | 7 agosto     | Gran Premio della Repubblica Ceca | Loket               | Antonio Cairoli    | Clément Desalle    | Clément Desalle    |
| 13    | 21 agosto    | Gran Premio di Gran Bretagna      | Winchester          | Christophe Pourcel | Antonio Cairoli    | Antonio Cairoli    |
| 14    | 4 settembre  | Gran Premio d'Europa              | Gaildorf            | Evgeny Bobryshev   | Christophe Pourcel | Antonio Cairoli    |
| 15    | 11 settembre | Gran Premio d'Italia              | Fermo               | Gautier Paulin     | Christophe Pourcel | Gautier Paulin     |

### Classifiche finali

#### Piloti
| Pos. | Pilota             | Moto     | Punti |
| ---- | ------------------ | -------- | ----- |
| 1    | Antonio Cairoli    | KTM      | 596   |
| 2    | Steven Frossard    | Yamaha   | 472   |
| 3    | Clément Desalle    | Suzuki   | 461   |
| 4    | Evgeny Bobryshev   | Honda    | 444   |
| 5    | Maximilian Nagl    | KTM      | 439   |
| 6    | Rui Gonçalves      | Honda    | 431   |
| 7    | Xavier Boog        | Kawasaki | 347   |
| 8    | Jonathan Barragán  | Kawasaki | 326   |
| 9    | David Philippaerts | Yamaha   | 308   |
| 10   | Kevin Strijbos     | Suzuki   | 295   |

#### Costruttori
| Pos. | Costruttore | Punti |
| ---- | ----------- | ----- |
| 1    | KTM         | 630   |
| 2    | Yamaha      | 595   |
| 3    | Suzuki      | 562   |
| 4    | Honda       | 536   |
| 5    | Kawasaki    | 467   |
| 6    | TM          | 267   |
| 7    | Aprilia     | 16    |

## MX2

### Calendario
| Prova | Data         | Gran Premio                       | Località            | Vincitore gara 1 | Vincitore gara 2 | Vincitore GP     |
| ----- | ------------ | --------------------------------- | ------------------- | ---------------- | ---------------- | ---------------- |
| 1     | 10 aprile    | Gran Premio di Bulgaria           | Sevlievo            | Ken Roczen       | Ken Roczen       | Ken Roczen       |
| 2     | 25 aprile    | Gran Premio d'Olanda              | Valkenswaard        | Jeffrey Herlings | Jeffrey Herlings | Jeffrey Herlings |
| 3     | 15 maggio    | Gran Premio degli Stati Uniti     | Glen Helen          | Ken Roczen       | Ken Roczen       | Ken Roczen       |
| 4     | 22 maggio    | Gran Premio del Brasile           | Indaiatuba          | Ken Roczen       | Jeffrey Herlings | Jeffrey Herlings |
| 5     | 5 giugno     | Gran Premio di Francia            | Saint-Jean-d'Angély | Ken Roczen       | Tommy Searle     | Tommy Searle     |
| 6     | 12 giugno    | Gran Premio del Portogallo        | Águeda              | Ken Roczen       | Tommy Searle     | Jeffrey Herlings |
| 7     | 19 giugno    | Gran Premio di Spagna             | La Bañeza           | Ken Roczen       | Ken Roczen       | Ken Roczen       |
| 8     | 3 luglio     | Gran Premio di Svezia             | Uddevalla           | Ken Roczen       | Ken Roczen       | Ken Roczen       |
| 9     | 10 luglio    | Gran Premio di Germania           | Teutschenthal       | Ken Roczen       | Gautier Paulin   | Ken Roczen       |
| 10    | 17 luglio    | Gran Premio di Lettonia           | Ķegums              | Ken Roczen       | Ken Roczen       | Ken Roczen       |
| 11    | 31 luglio    | Gran Premio del Limburgo          | Lommel              | Jeffrey Herlings | Jeffrey Herlings | Jeffrey Herlings |
| 12    | 7 agosto     | Gran Premio della Repubblica Ceca | Loket               | Ken Roczen       | Ken Roczen       | Ken Roczen       |
| 13    | 21 agosto    | Gran Premio di Gran Bretagna      | Winchester          | Ken Roczen       | Ken Roczen       | Ken Roczen       |
| 14    | 4 settembre  | Gran Premio d'Europa              | Gaildorf            | Ken Roczen       | Tommy Searle     | Tommy Searle     |
| 15    | 11 settembre | Gran Premio d'Italia              | Fermo               | Tommy Searle     | Jeffrey Herlings | Jeffrey Herlings |

### Classifiche

#### Piloti
| Pos. | Pilota           | Moto     | Punti |
| ---- | ---------------- | -------- | ----- |
| 1    | Ken Roczen       | KTM      | 651   |
| 2    | Jeffrey Herlings | KTM      | 632   |
| 3    | Tommy Searle     | Kawasaki | 573   |
| 4    | Gautier Paulin   | Yamaha   | 458   |
| 5    | Arnaud Tonus     | Yamaha   | 427   |
| 6    | Max Anstie       | Kawasaki | 405   |
| 7    | Nicolas Aubin    | KTM      | 304   |
| 8    | Zachary Osborne  | Yamaha   | 295   |
| 9    | Harri Kullas     | Yamaha   | 287   |
| 10   | Joel Roelants    | KTM      | 253   |

#### Costruttori
| Pos. | Costruttore | Punti |
| ---- | ----------- | ----- |
| 1    | KTM         | 733   |
| 2    | Kawasaki    | 622   |
| 3    | Yamaha      | 561   |
| 4    | Husqvarna   | 170   |
| 5    | Suzuki      | 165   |
| 6    | Honda       | 155   |
| 6    | TM          | 7     |

## MX3

### Calendario
| Prova | Data      | Gran Premio                  | Località             | Vincitore gara 1 | Vincitore gara 2 | Vincitore GP  |
| ----- | --------- | ---------------------------- | -------------------- | ---------------- | ---------------- | ------------- |
| 1     | 17 aprile | Gran Premio della Grecia     | Megalopoli           | Julien Bill      | cancellata       | Julien Bill   |
| 2     | 24 aprile | Gran Premio di Bulgaria      | Trojan               | Milko Potisek    | Milko Potisek    | Milko Potisek |
| 3     | 12 giugno | Gran Premio di Finlandia     | Vantaa               | Julien Bill      | Julien Bill      | Julien Bill   |
| 4     | 19 giugno | Gran Premio d'Umbria         | Castiglione del Lago | Julien Bill      | Julien Bill      | Julien Bill   |
| 5     | 26 giugno | Gran Premio della Slovacchia | Šenkvice             | Milko Potisek    | Julien Bill      | Julien Bill   |
| 6     | 10 luglio | Gran Premio d'Ucraina        | Černivci             | Milko Potisek    | Julien Bill      | Julien Bill   |
| 7     | 17 luglio | Gran Premio di Slovenia      | Orehova vas          | Julien Bill      | Julien Bill      | Julien Bill   |
| 8     | 7 agosto  | Gran Premio di Francia       | Lacapelle-Marival    | Julien Bill      | Julien Bill      | Julien Bill   |

### Classifiche finali

#### Piloti
| Pos. | Pilota           | Moto   | Punti |
| ---- | ---------------- | ------ | ----- |
| 1    | Julien Bill      | Honda  | 359   |
| 2    | Milko Potisek    | Honda  | 297   |
| 3    | Martin Michek    | KTM    | 287   |
| 4    | Antti Pyrhonen   | Honda  | 255   |
| 5    | Martin Zerava    | Honda  | 202   |
| 6    | Marco Maddii     | KTM    | 183   |
| 7    | Michael Staufer  | KTM    | 177   |
| 8    | Petr Michaleć    | Honda  | 122   |
| 9    | Saso Kragelj     | Yamaha | 103   |
| 10   | Marko Kovalainen | Yamaha | 82    |

#### Costruttori
| Pos. | Costruttore | Punti |
| ---- | ----------- | ----- |
| 1    | Honda       | 375   |
| 2    | KTM         | 300   |
| 3    | Yamaha      | 204   |
| 4    | Kawasaki    | 108   |
| 5    | Suzuki      | 59    |
| 6    | TM          | 19    |
| 7    | Husqvarna   | 8     |